# Московський фізико-технічний інститут
Московський фізико-технічний інститут (національний дослідницький університет) — російський університет в Долгопрудному та Жуковському, Московської області і в Москві, переважно технічного спрямування, один з 39 національних дослідницьких університетів Росії. Також відомий як Фізтех. Іноді його називають «російським MIT».

## Навчальний процес
Відмінною рисою навчального процесу в МФТІ є так звана «система фізтеху», націлена на підготовку вчених та інженерів для роботи в новітніх галузях прикладної та теоретичної фізики, прикладної математики, напрямок — «Прикладні математика і фізика». Також готуються фахівці за напрямками «Системний аналіз і управління», «Інформатика та обчислювальна техніка», «Комп'ютерна безпека». У 2009 році відкрився новий напрямок «Прикладна математика та інформатика».